# Roberto Lasagna (politico)
Roberto Lasagna (La Spezia, 29 dicembre 1935) è un politico italiano.

## Biografia
Viene eletto senato per la prima volta nel marzo 1994 con il Polo delle Libertà nel Collegio uninominale di Milano 4, aderisce al gruppo parlamentare di Forza Italia e nel maggio seguente viene nominato sottosegretario all'ambiente nel Governo Berlusconi I, in carica fino al gennaio 1995.
Ottiene la rielezione al Senato anche alle successive elezioni politiche del 1996 con il Polo per le Libertà, ancora nel collegio di Milano 4. Termina il proprio mandato parlamentare nel 2001.